# Jan Kiepura

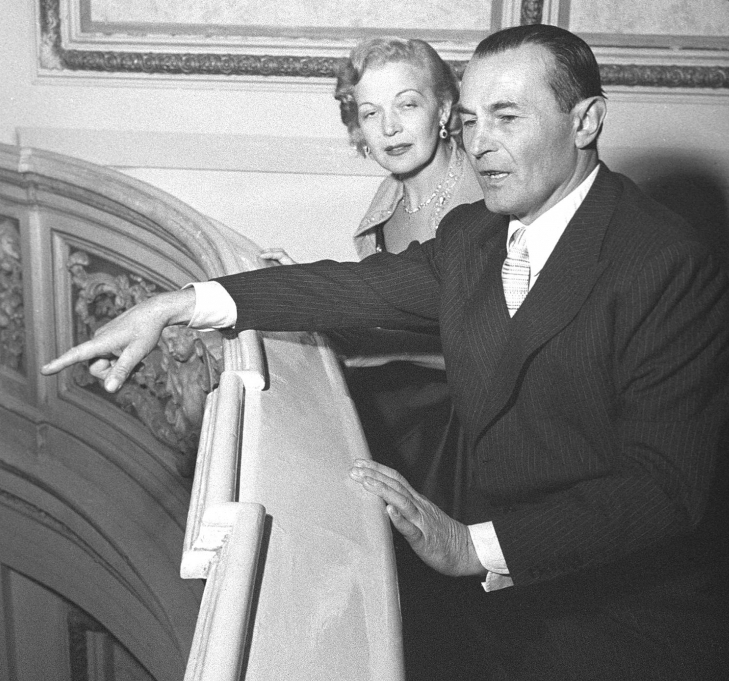
Marta Eggerth & Jan Kiepura (1954)

Jan Wiktor Kiepura, né le 16 mai 1902 à Sosnowiec (Pologne, alors dans l'Empire russe) et mort le 15 août 1966 à Harrisson (États-Unis), est un ténor et acteur de cinéma polonais, naturalisé américain en 1946.

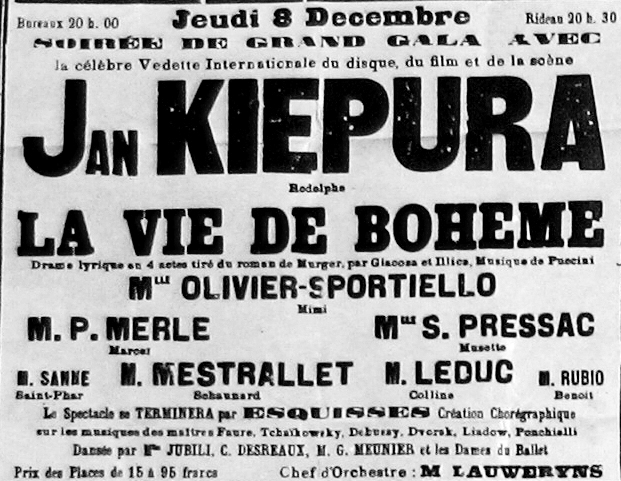
Affiche : Jan Kiepura à l’Opéra de Lyon dans « La vie de Bohème » avec Michel Leduc (1932).Coll. Michel Leduc

## Biographie
Après ses études au conservatoire de Varsovie, il fait ses débuts à Lwów dans Faust de Gounod en 1924. Il chante alors à Varsovie et Poznań.
En 1926, il débute à l'Opéra de Vienne en Cavaradossi, aux côtés de Maria Jeritza. L'année suivante, il participe à la création de Das Wunder der Heliane d'Erich Korngold, aux côtés de Lotte Lehmann, à Hambourg. Il débute à l'Opéra d'État de Berlin en 1929, en duc de Mantoue dans Rigoletto, de Verdi.
Il paraît au Royal Opera House de Londres en 1927, au Palais Garnier de Paris et à La Scala de Milan en 1928.
Il chante ensuite à Buenos Aires et São Paulo, et débute aux États-Unis à l'Opéra lyrique de Chicago en 1931, et au Metropolitan Opera de New York en 1938.
Il s'illustre dans les rôles de ténor lirico spinto des répertoires italien et français, notamment avec les rôles du duc dans Rigoletto, d'Alfredo dans La Traviata, de Cavaradossi dans Tosca, de Calaf dans Turandot, de Des Grieux dans Manon, de Don José dans Carmen, de Rodolphe dans La Bohème, etc.
Parallèlement à sa carrière à l'opéra, il entame dès 1926 une carrière au cinéma qui lui valut une immense popularité, avec le film polonais muet O czem sie nie mysli (Edward Puchalski) puis La Ville des mille joies (Carmine Gallone, 1931), La Chanson d'une nuit (Anatole Litvak, 1932), Mon cœur t'appelle (Gallone, 1934), où il rencontre la soprano Marta Eggerth, qu'il épouse en 1936, Valse brillante (Jean Boyer, 1948), Le Pays du sourire (Hans Deppe, 1952). Le couple devient un des plus recherchés de l'industrie cinématographique. D'après Jean Tulard, « [l]es films sont ineptes mais l'on va entendre Kiepura ».
Sa voix éclatante, à l'aigu impressionnant, à la fois ample et souple, lui permettait d'aborder avec égal succès l'opéra, l'opérette et la comédie musicale.
Entre ses tournées Jan Kiepura séjournait à Krynica où il avait fait édifier un palace, l'Hôtel Patria par l'architecte Bohdan Pniewski.
En 1939, après l'invasion de la Pologne par Hitler, il quitte momentanément la scène pour s'engager comme volontaire dans l'armée polonaise en France. En septembre, il est à Lille pour encourager ses compatriotes, nombreux dans la région, à faire de même. De son côté, son épouse, Marta Eggerth s'engage à servir dans la Croix-Rouge polonaise. Le couple s'installe définitivement aux États-Unis après la guerre.
Selon John Potter, la réputation de Jan Kiepura, du point de vue des spécialistes du lyrique, aura souffert de son succès médiatique, notamment au cinéma.

## Discographie
- Historical Recordings from 1927-42 : Hamburger Archiv für Gesangskunst. CD Audio  (EAN 0883629243474). Jan Kiepura : Bizet, Flotow, Puccini, Verdi, Wieniawski, Rutkowski. (Ce CD d'une qualité tout à fait exceptionnelle comporte des interprétations de Jan Kiepura et de son compatriote Marian Nowakowski, basse)